# Гаг (Нью-Йорк)
Гаг (англ. Hague) — місто (англ. town) в США, в окрузі Воррен штату Нью-Йорк. Населення — 633 особи (2020).

## Демографія
Згідно з переписом 2010 року, у місті мешкало 699 осіб у 332 домогосподарствах у складі 223 родин. Було 1126 помешкань
Расовий склад населення:
| - 99,1 % — білих - 0,1 % — корінних американців |

До двох чи більше рас належало 0,7 %. Частка іспаномовних становила 0,7 % від усіх жителів.
За віковим діапазоном населення розподілялося таким чином: 10,3 % — особи молодші 18 років, 57,4 % — особи у віці 18—64 років, 32,3 % — особи у віці 65 років та старші. Медіана віку мешканця становила 57,1 року. На 100 осіб жіночої статі у місті припадало 97,5 чоловіків;  на 100 жінок у віці від 18 років та старших — 97,2 чоловіків також старших 18 років.
Середній дохід на одне домашнє господарство  становив 73 976 доларів США (медіана — 60 000), а середній дохід на одну сім'ю — 80 826 доларів (медіана — 63 333). Медіана доходів становила 47 596 доларів для чоловіків та 41 071 долар для жінок. За межею бідності перебувало 8,5 % осіб, у тому числі 29,0 % дітей у віці до 18 років та 1,7 % осіб у віці 65 років та старших.
Цивільне працевлаштоване населення становило 382 особи. Основні галузі зайнятості: будівництво — 17,3 %, освіта, охорона здоров'я та соціальна допомога — 16,5 %, мистецтво, розваги та відпочинок — 14,1 %, науковці, спеціалісти, менеджери — 13,4 %.